# Tāmaki River
Der Tāmaki River ist ein Fluss im Stadtgebiet des Auckland Council auf der Nordinsel von Neuseeland.

## Geographie
Das Quellgebiet des Flusses, der sich über rund 19 km in Windungen nach Nordosten erstreckt, befindet sich rund 1 km südwestlich des Middlemore Hospital im Stadtteil Papatoetoe des Auckland Council. Der gesamte Fluss steht unter dem Einfluss der Gezeiten und mündet zwischen West Tāmaki Head und Musick Point vor Browns Island in den Motukorea Channel.
Der Tāmaki River besitzt mehrere kleinere Nebenarme, wie den Otara Creek, den Pakuranga Creek und den Wakaaranga Creek auf seiner Ostseite sowie den Ōtāhuhu Creek und das Panmure Basin auf seiner Westseite.
Die Stadtteile Ōtāhuhu, Otara, Mount Wellington, Tāmaki und Howick flankieren den Fluss beidseitig.

## Yacht- und Fährhafen
Der Tāmaki River besitzt mit der Half Moon Bay Marina im unteren Flussverlauf am Ostufer einen Yachthafen, von dem aus ein Fährverkehr zum Hafen von Auckland und nach Waiheke Island existiert. Da der Bereich des Tāmaki River östlich des Panmure Basin als recht geschützt gilt, liegen viele Boote in Ermangelung eines Yachthafens in diesem Abschnitt in der Flussmitte vor Anker.